# Юджені
Юджені (англ. Eugenie) — фільм 1970 року.

## Сюжет
Безневинна і наївна дівчина Юджені приймає запрошення багатої літньої жінки провести вихідні в її резиденції на розкішному острові. Там дівчина опиняється втягнутою в містичні події з садомазохістськими оргіями і вбивствами.

## У ролях
| Актор             | Роль            |
| ----------------- | --------------- |
| Марія Ром         | мадам Сент Анж  |
| Марі Лільедаль    | Юджені          |
| Джек Тейлор       | Мірвел          |
| Крістофер Лі      | Дольманс        |
| Пауль Мюллер      | Містіваль       |
| Марія Луїза Понте | мадам Містіваль |
| Енні Каблан       | Августин        |
| Ута Далберг       | Тереза          |